# 二又バイパス
二又バイパス（ふたまたバイパス）は、岩手県陸前高田市を通る国道343号および岩手県道246号世田米矢作線のバイパス道路。

## 区間

### 国道343号
- 起点：陸前高田市矢作町字山崎（山崎大橋東Y字路）
- 終点：陸前高田市矢作町字中平

### 県道246号
- 起点：陸前高田市矢作町字二又
- 終点：陸前高田市矢作町字袖野（国道343号との交点）

## 特徴
二又地区における幅員狭小箇所解消のために建設された片側1車線のバイパス。国道は旧ルートの南西側を、県道は（旧ルートの）西側をそれぞれ通っている。